# Hüsker Dü
Hüsker Dü var en amerikansk rockgrupp som grundades i slutet av 1970-talet i Minneapolis, Minnesota av bandmedlemmarna Grant Hart (f.1961–d.2017; trummor/sång), Bob Mould (gitarr/sång) och Greg Norton (basgitarr). 
Till en början spelade Hüsker Dü en mycket snabb och skränig hardcorepunk, som med åren nyanserades. Vid 80-talets mitt var bandet ett av de mest inflytelserika alternativrockbanden med ett karaktäristiskt eget sound. Bandets musik har inspirerat en lång rad indieband, Nirvana och Pixies för att nämna några. Hüsker Dü upplöstes efter albumet Warehouse: Songs and Stories (1987). En schism mellan Mould och Hart låg bakom bandets upplösning i början av 1988. Mould och Hart har fortsatt som musiker, medan Norton öppnade restaurang och har endast spelat sporadiskt.

## Diskografi
Studioalbum
- 1983 – Metal Circus
- 1984 – Zen Arcade
- 1985 – Flip Your Wig
- 1985 – New Day Rising
- 1986 – Candy Apple Grey
- 1987 – Warehouse: Songs and Stories

Livealbum
- 1982 – Land Speed Record
- 1994 – The Living End

EP
- 1983 – Metal Circus
- 1986 – Sorry Somehow
- 2013 – Amusement (2x7")

Singlar
- 1981 – "Statues"
- 1982 – "In A Free Land"
- 1984 – "Eight Miles High"
- 1984 – "Celebrated Summer"
- 1985 – "Makes No Sense at All"
- 1986 – "Don't Want To Know If You Are Lonely"
- 1986 – "Sorry Somehow"
- 1987 – "Could You Be the One?"
- 1987 – "She's A Woman (And Now He Is A Man)"
- 1987 – "Ice Cold Ice"

Samlingsalbum
- 1993 – Everything Falls Apart
- 2017 – Savage Young Dü